# Siegburg
Siegburg är en stad i den tyska delstaten Nordrhein-Westfalen. Staden, som är administrativ huvudort i distriktet Rhein-Sieg-Kreis, har cirka 42 000 invånare, på en yta av 24 kvadratkilometer. Den ingår i storstadsområdet Rheinschiene. Siegburg är belägen cirka tio kilometer nordost om centrala Bonn vid floden Sieg, en biflod till Rhen.

## Personligheter
- Wolfgang Overath